# Шуї (судно)

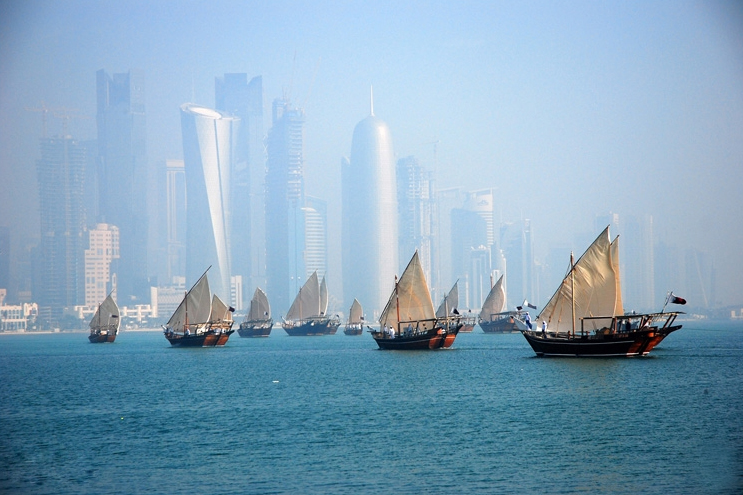
Парад шуї на дні незалежності Катару

Шуї (араб. شوعي, shu'i), також відоме як шуві (shuw'i) чи шуве (shuve) — традиційне арабське вітрильне дау невеликих розмірів з низько нахиленим ахтерштевнем і характерними «крилами» над високо піднятою похилою кормою. Сьогодні шуї є найбільш поширеним видом дау в Перській затоці та Омані. Використовуються як рибальські судна, а також для перевезення пасажирів та невеликих вантажів.

## Опис

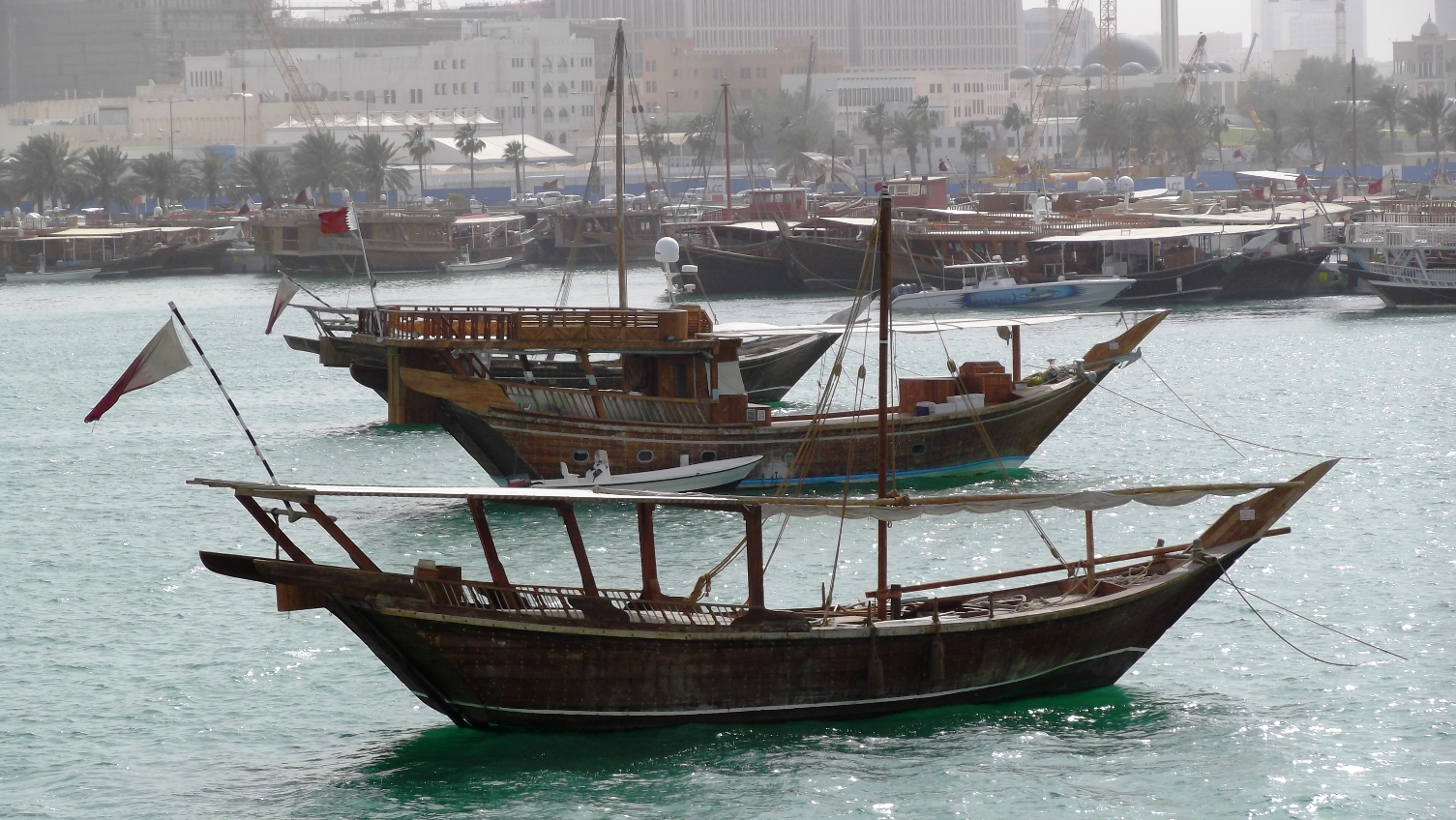
Сучасні рибальські вітрильні шуї. Доха

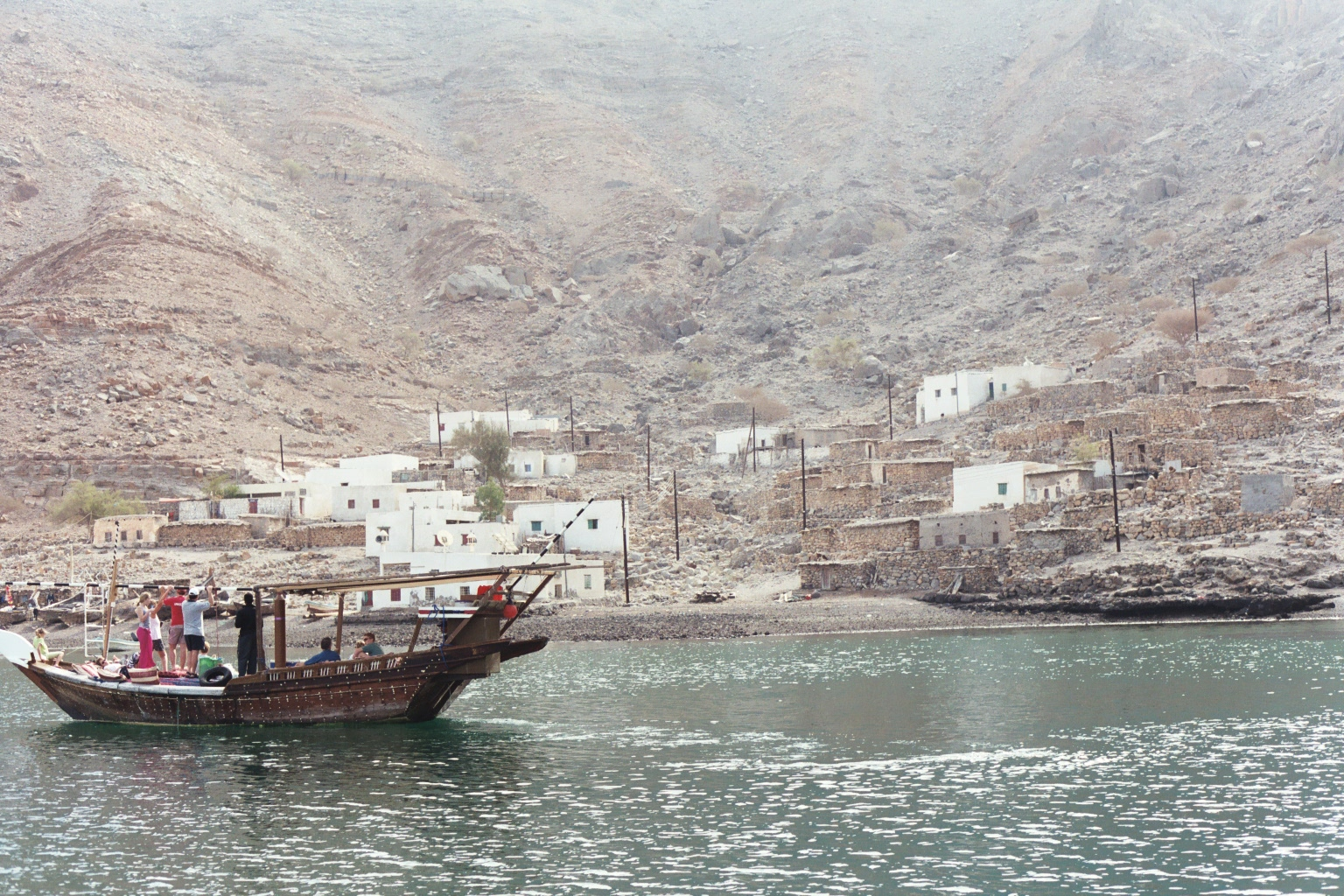
Моторизоване шуї з туристами. Оман

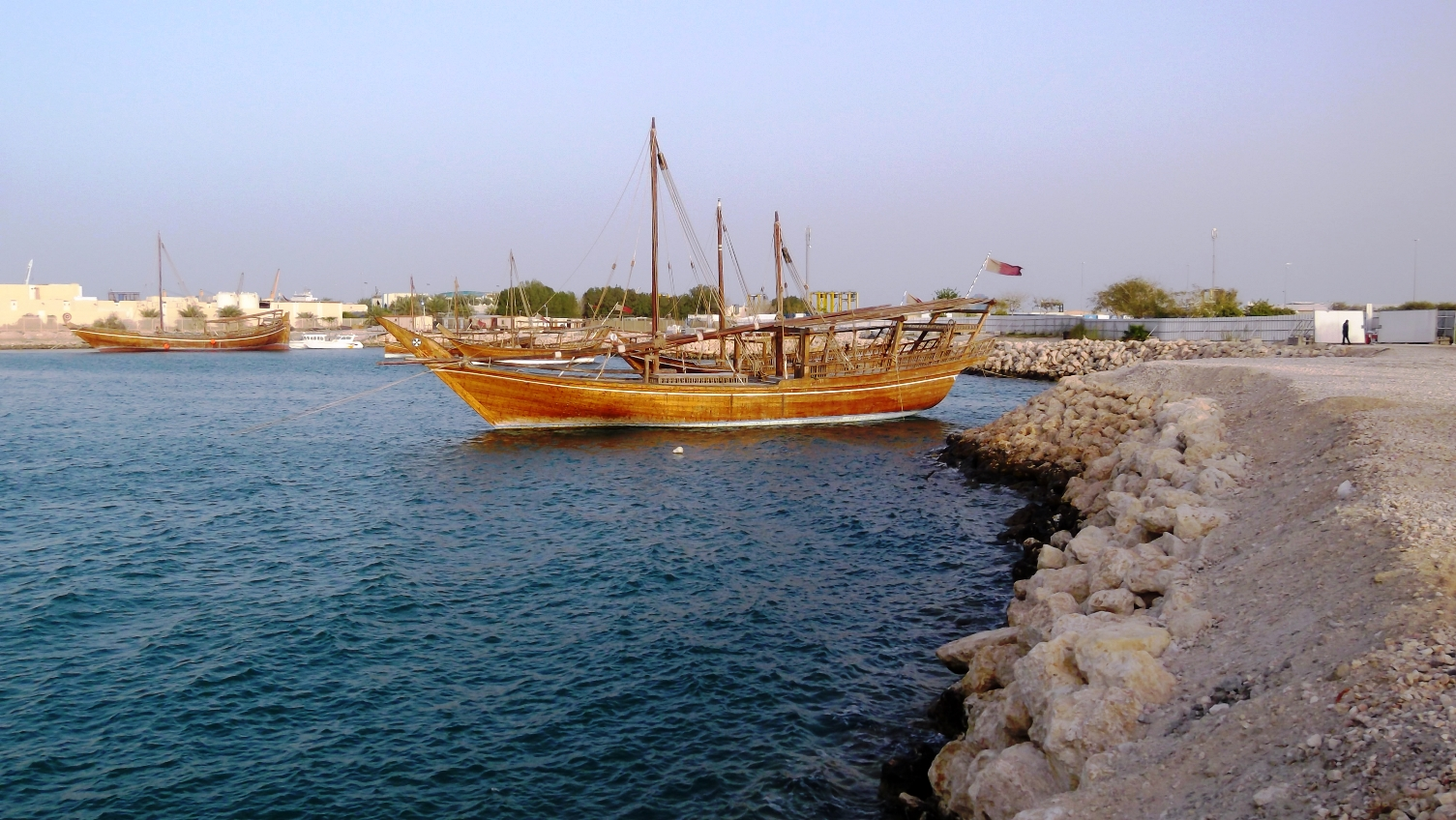
Двощоглове шуї. Катар

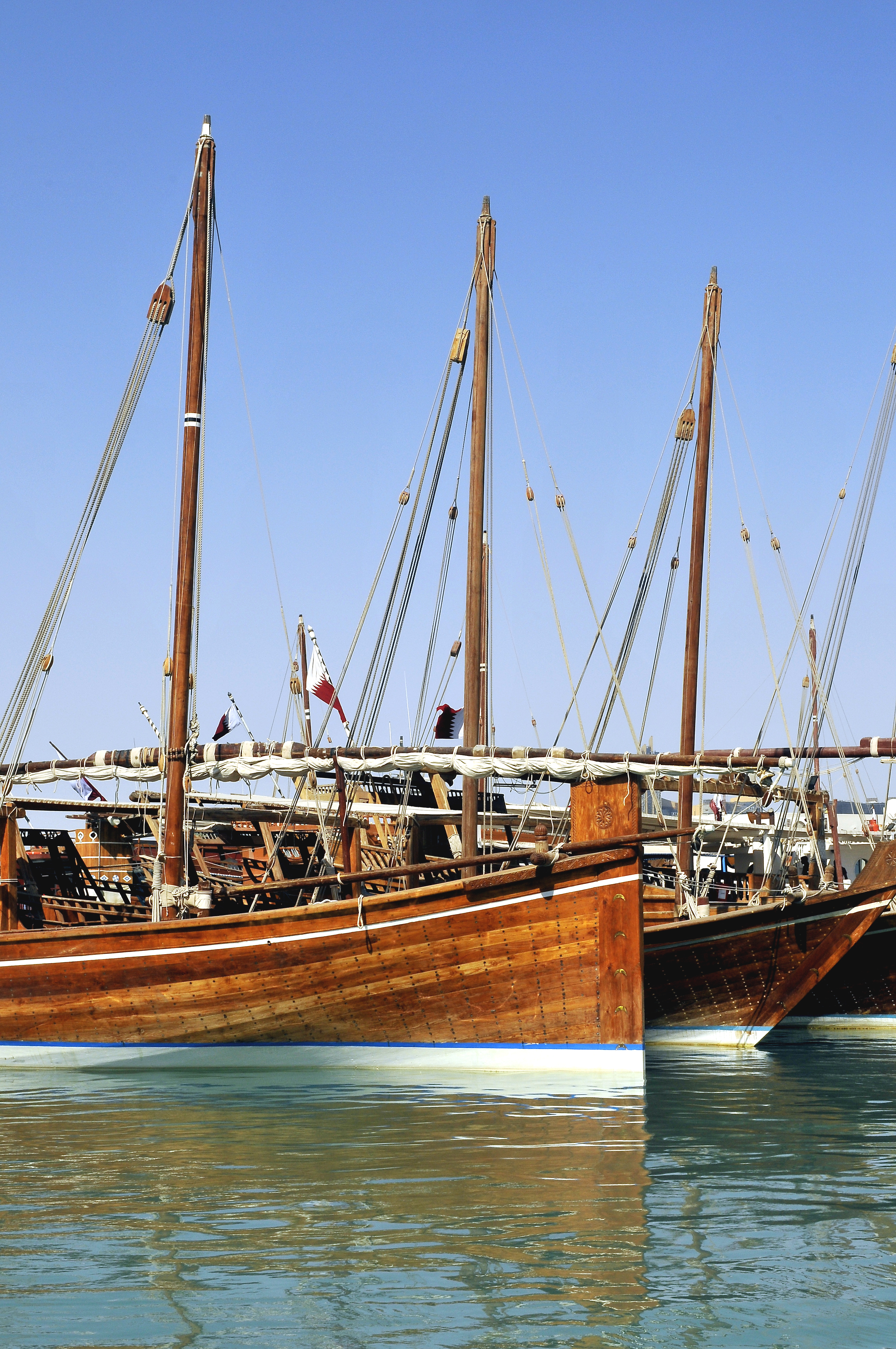
Джалібот (на передньому плані) і шуї (за ним). Добре видно різницю в положенні форштевня на носі обох суден.

Профіль шуї добре впізнаваний завдяки їх низько нахиленому довгому форштевню, з подвійним вигином на зазвичай розфарбованому кінці і піднятій похилій пласкій транцевій кормі, прикрашеній по боках характерними «крилами». Середня довжина корпусу шуї складає від 7 до 15 метрів. Шуї, як багала або ганджа відноситься до типів дау з «європеїзованою» пласкою транцевою кормою і історично мало одну, або зрідка — дві щогли з чотирикутними косими «арабськими» вітрилами у формі неправильної трапеції. Пласка корма шуї чудово підходить для розміщення на ній підвісних чи вбудованих двигунів і сьогодні значна кількість шуї Перської затоки моторизовані і використовують вітрила лише як допоміжний засіб до двигуна, або й взагалі позбавлені щогл і вітрил.
На кормі шуї з дерев'яних брусів зазвичай встановлюється легкий каркас, на якому робиться навіс для захисту від сонця, а на рибальських шуї зберігаються сітки. На пасажирських і туристичних шуї цей каркас перетворюють у велику платформу для перевезення людей. Іноді таку платформу роблять двоповерховою і вона далеко і непропорційно видається за корму судна.
Якщо на будівництво великих дау, таких як ганджа або бум, йшло до 10 місяців, будівництво шуї могло бути здійснено за строк 3-4 місяці. Історично, як усі дау, шуї відносились до «зшитих суден» і будувались за традиційною арабською технологією «спочатку корпус» за допомогою зв'язування або «зшиття» дерев'яних елементів судна мотузками з койру, без застосування металевих цвяхів. Хоча сучасні шуї продовжують будуватись за технологією «спочатку корпус», при їх будівництві використовують сучасні технології те металеві цвяхи, а човни з корпусом, зшитим мотузками, сьогодні майже не зустрічаються.

## Поширення і використання
Шуї є традиційними човнами для країн, розташованих на узбережжі Перської і Оманської заток, таких як Катар, Бахрейн, Кувейт, Оман і ОАЕ, моряки цих регіонів називають шуї «сестрою самбука» . Історично вони використовувались для рибальства і вилову перлів поряд з іншими дау малих і середніх розмірів, таких як джалібот, самбук і батиль. Після винайдення і розповсюдження в 1910-х роках в Японії штучного способу вирощування перлин в промислових масштабах, а також відкриття в 1930-х роках в Перській затоці великих покладів нафти, перловий і риболовний бізнес в регіоні почав швидко втрачати свою актуальність, що призвело до зникнення традиційних дау і занепаду традицій їх будівництва. Проте, якщо великі і середні традиційні торгові, транспортні та риболовні дау, такі як бум, ганджа, багала, самбук і батиль в другій половині XX ст. майже повністю зникли, невеликі дау, такі як шуї і джалібот змогли пристосуватись до змін і знайти свою нішу в нових умовах. Моторизовані шуї сьогодні широко застосовуються в перевезеннях пасажирів та невеликих вантажів між затоками та прилеглими до узбережжя островами, а також для рибальства та в рекреаційно-туристичних цілях.
Суднобудівні верфі, що будують човни типу шуї, переважно розташовані в Катарі і на узбережжі Оману, від Моската до Сухара.

## Галерея

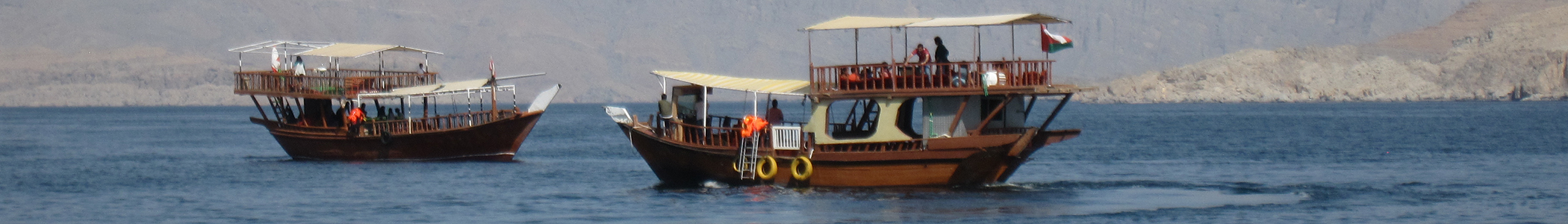
Моторизовані шуї з двоповерховими пасажирськими платформами в Омані

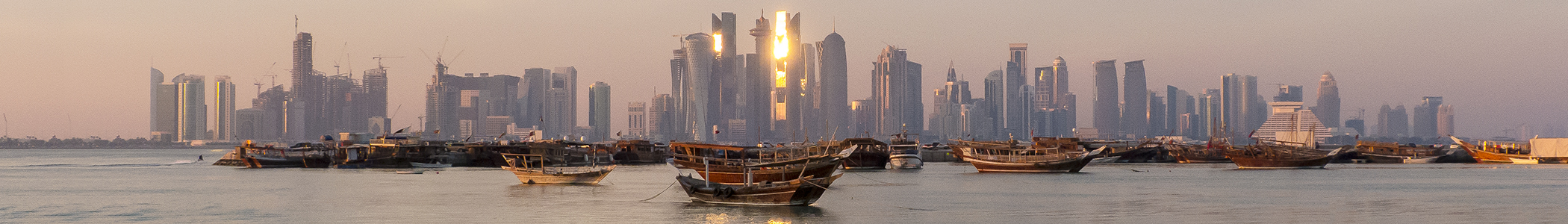
Шуї в гавані Дохи. Катар

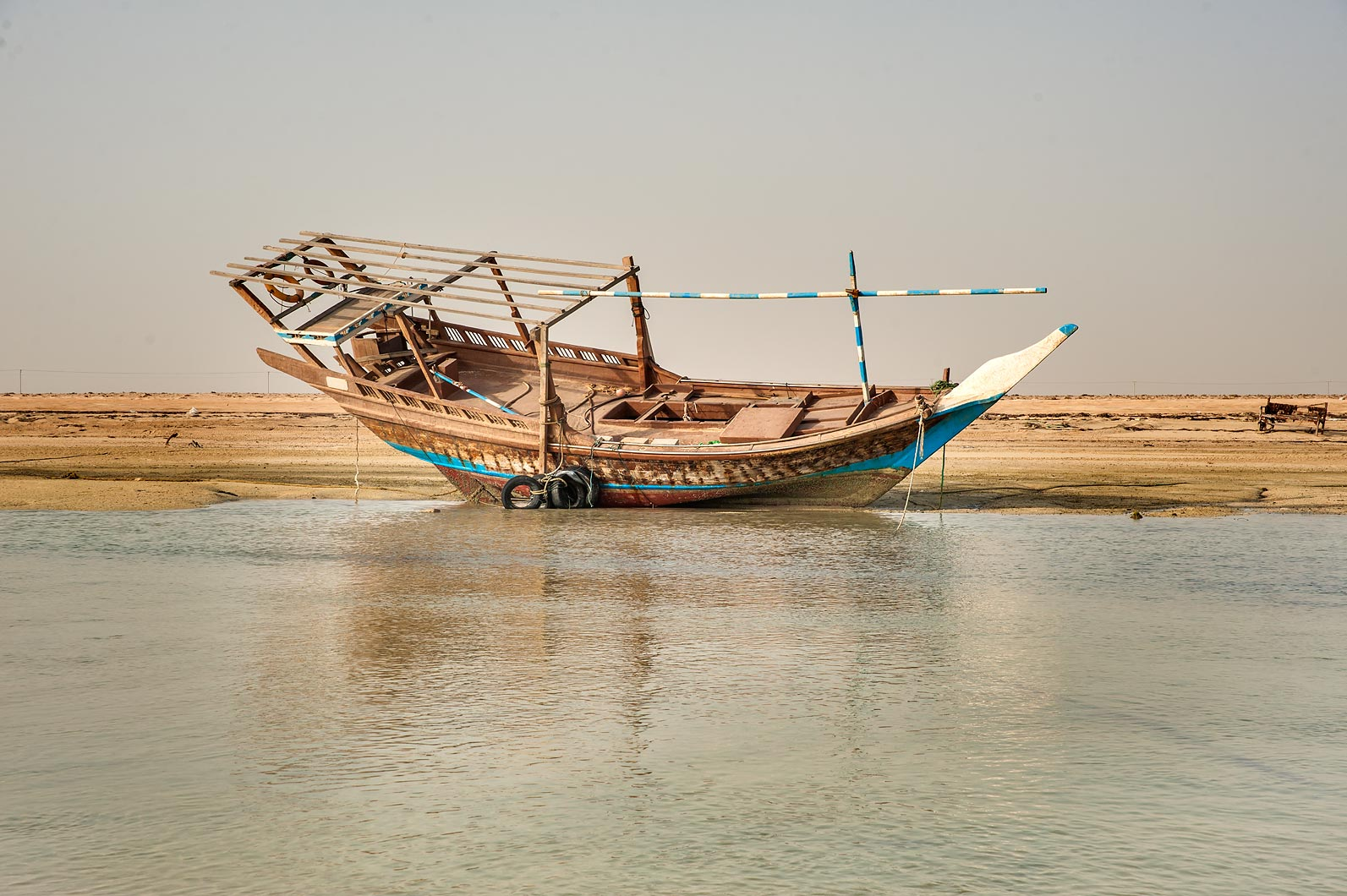
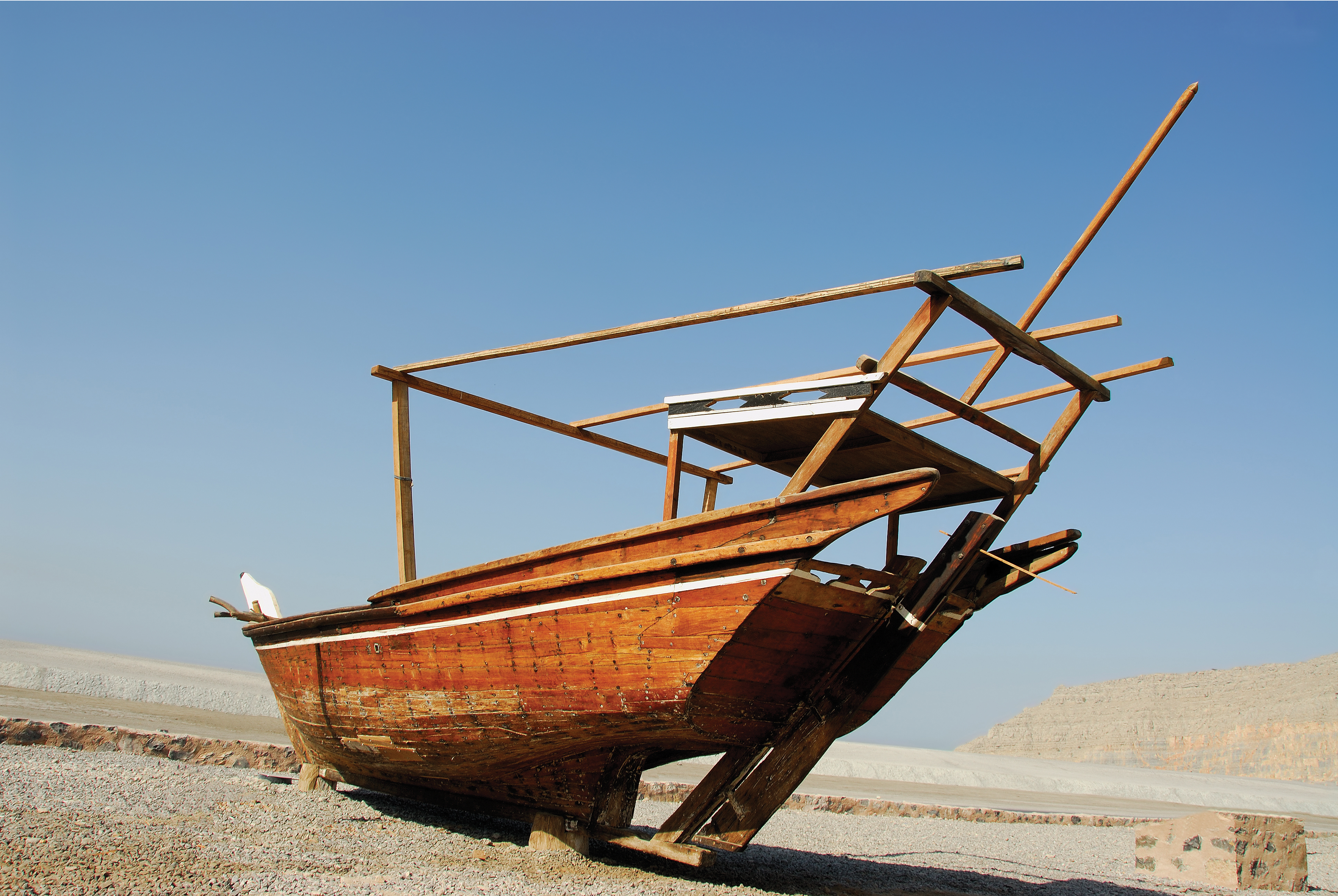
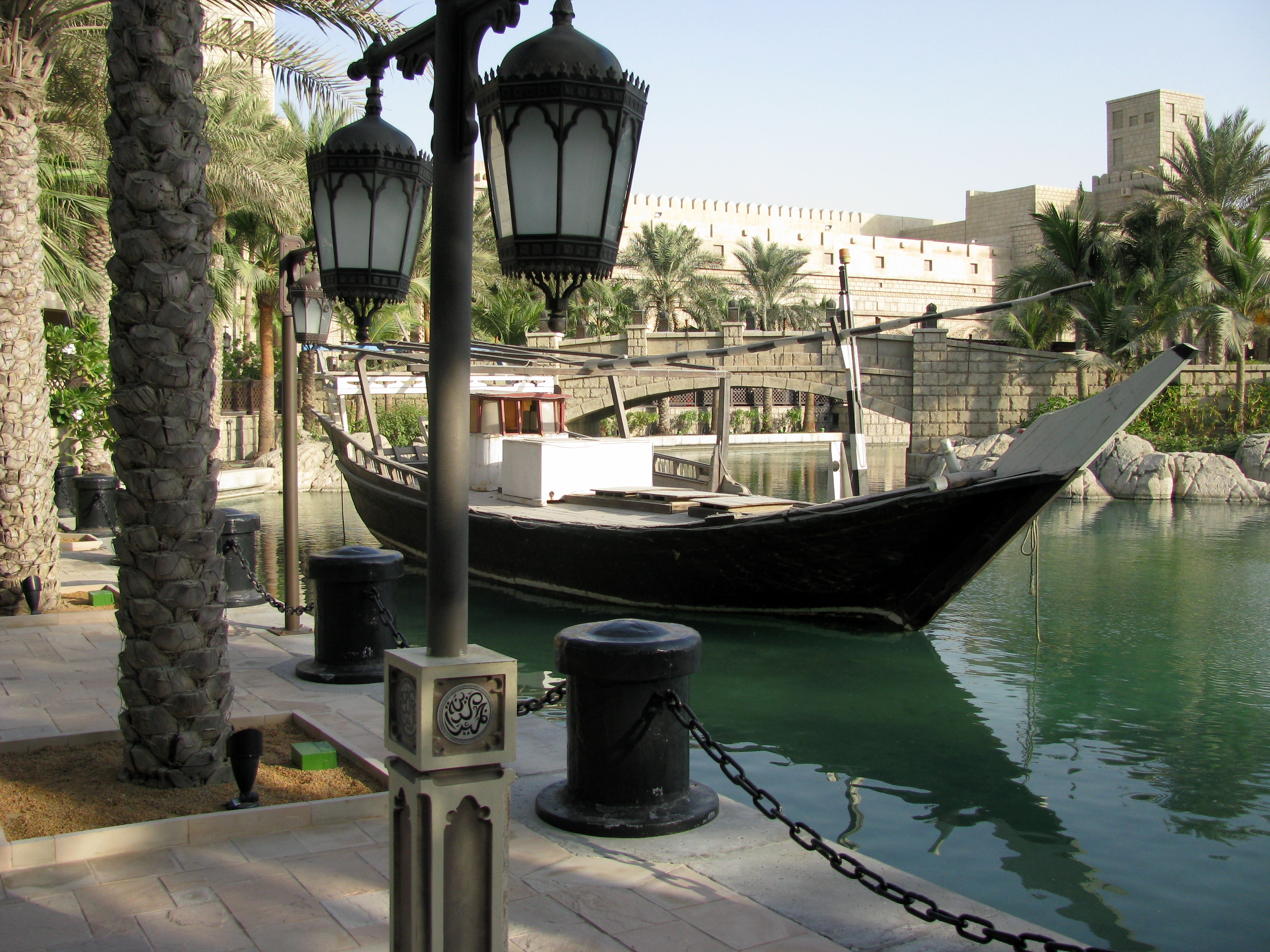
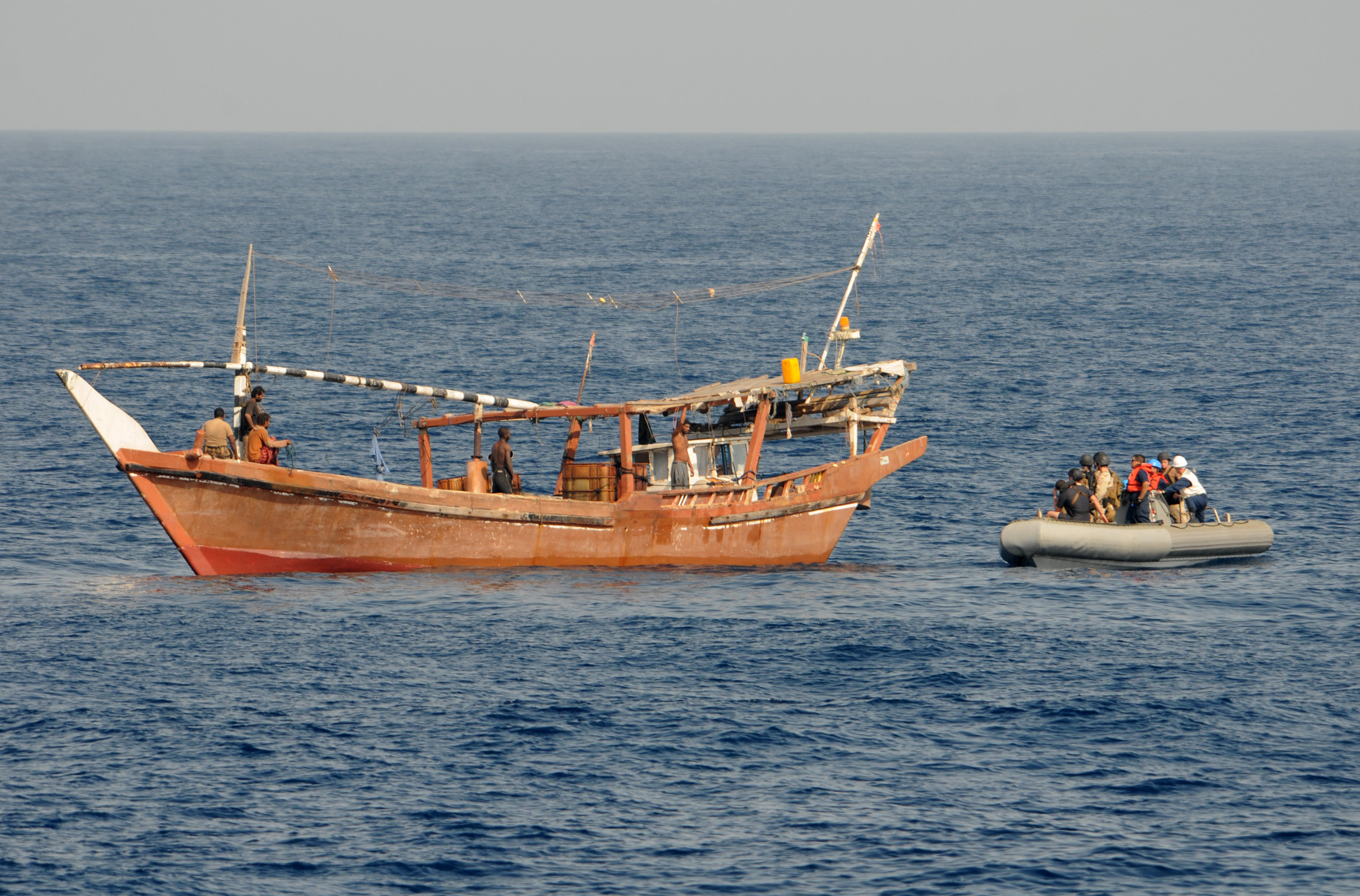
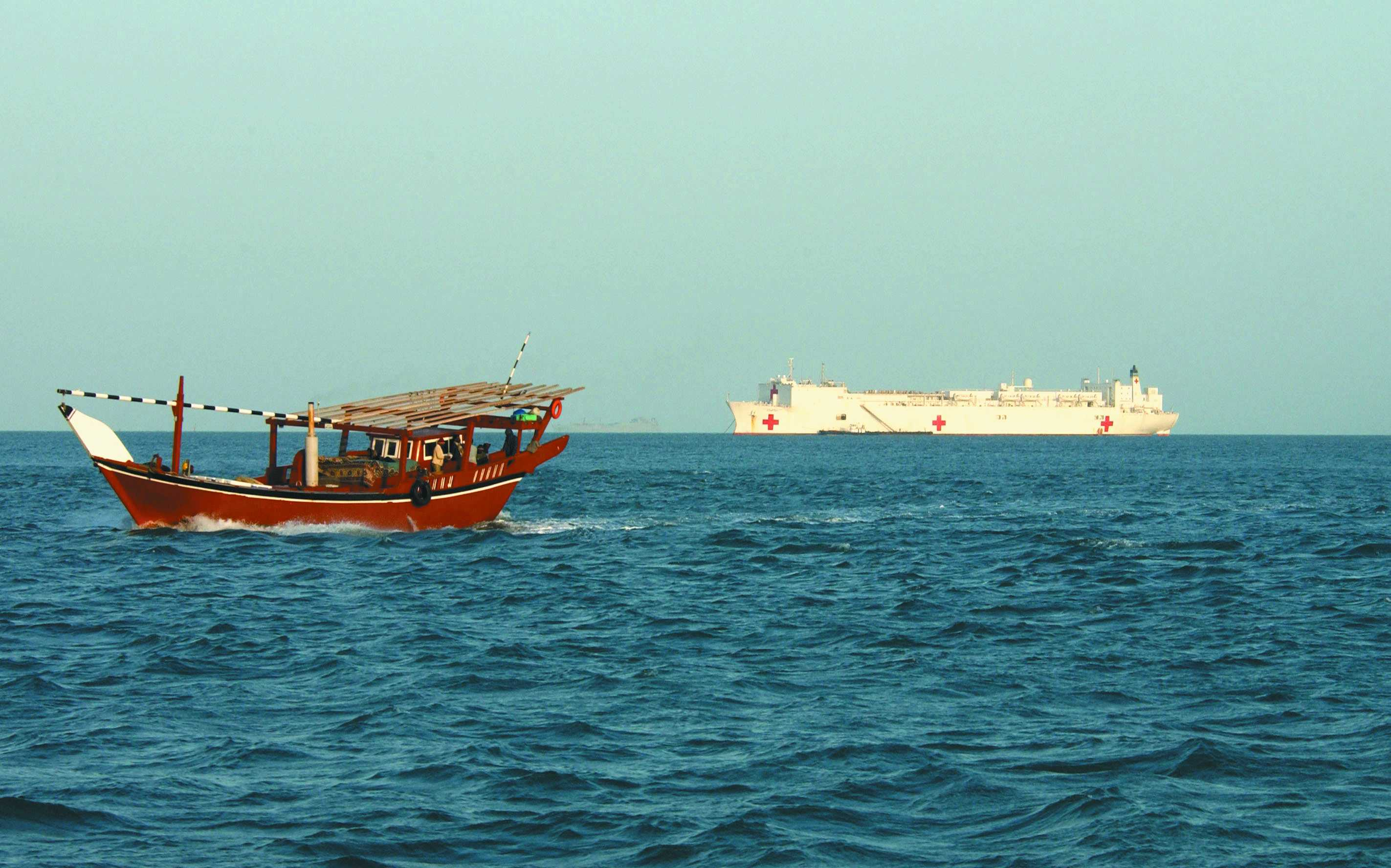
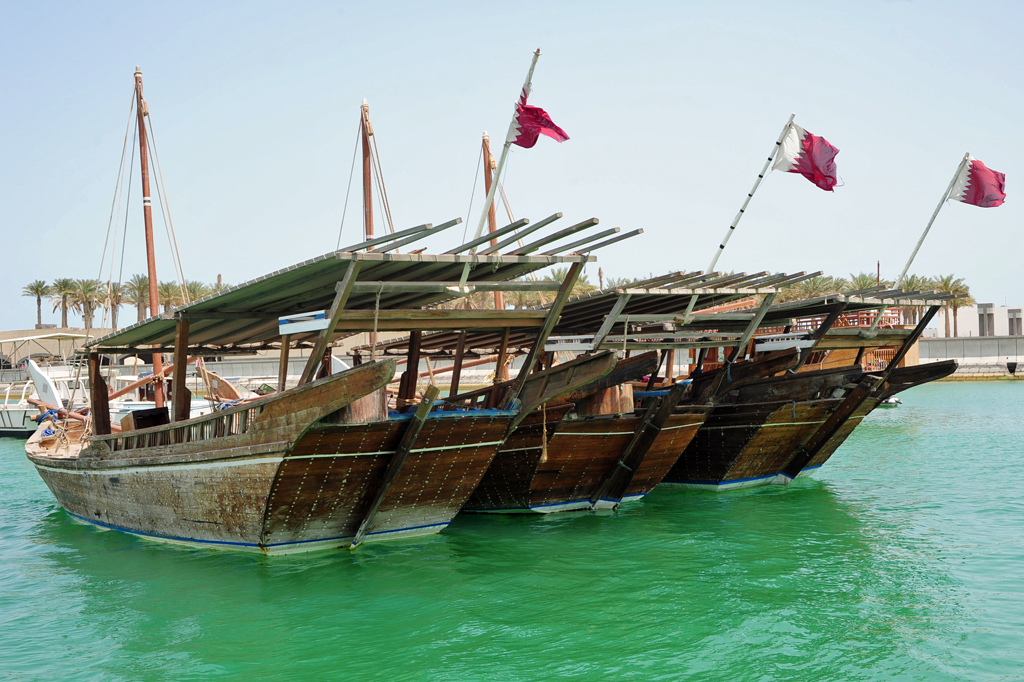
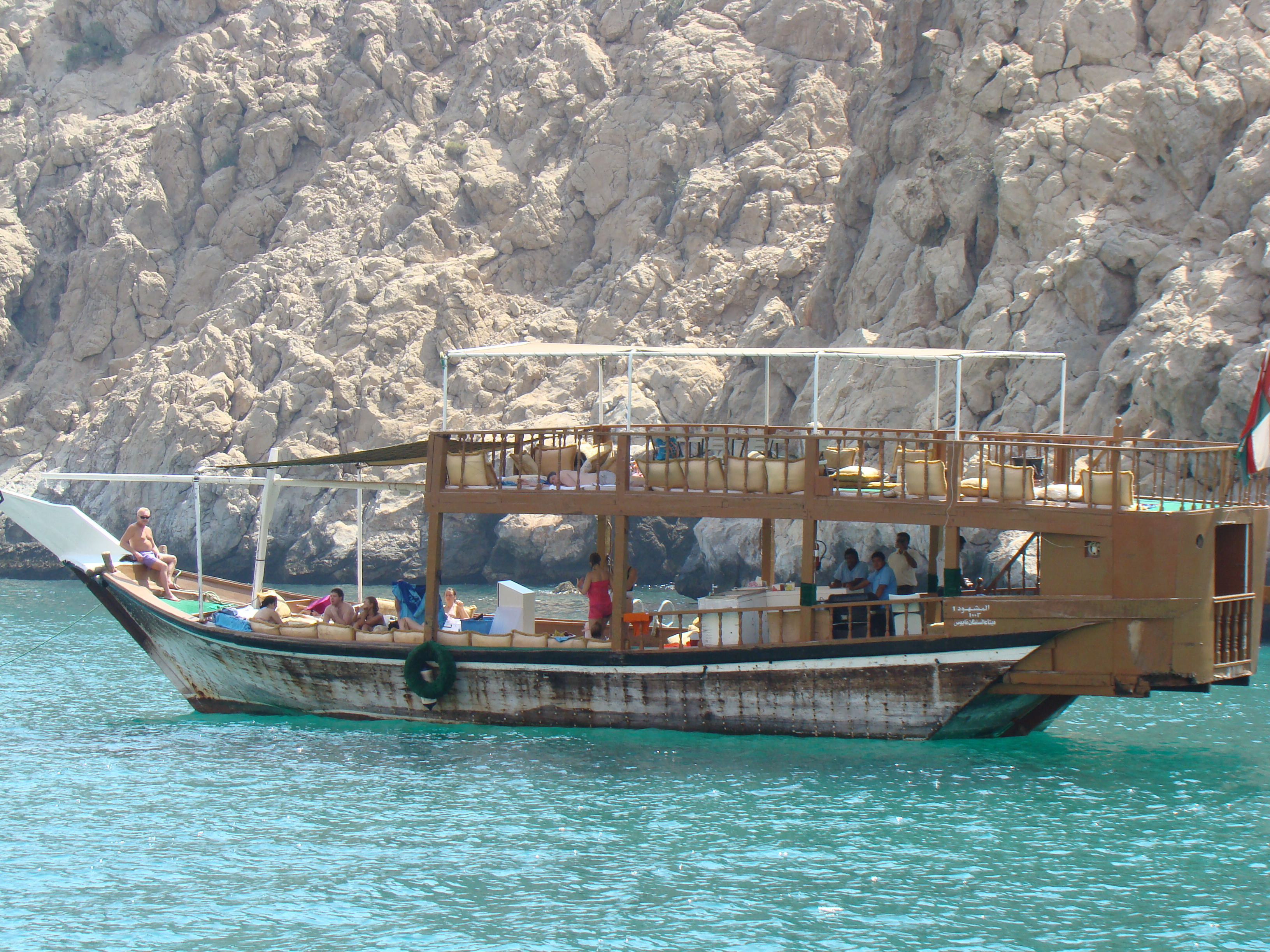
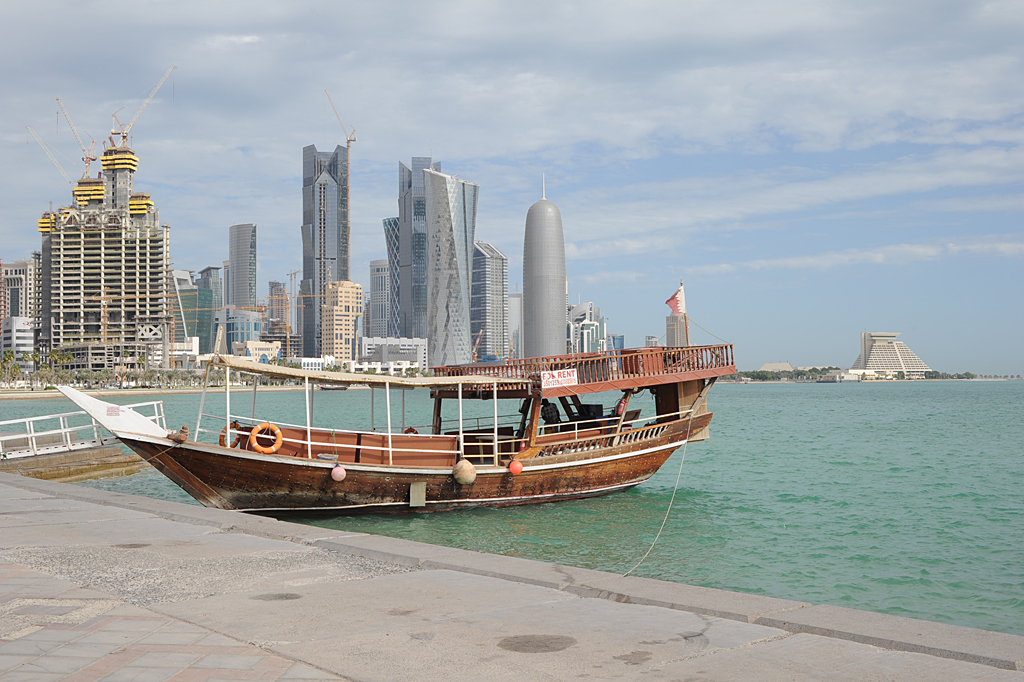
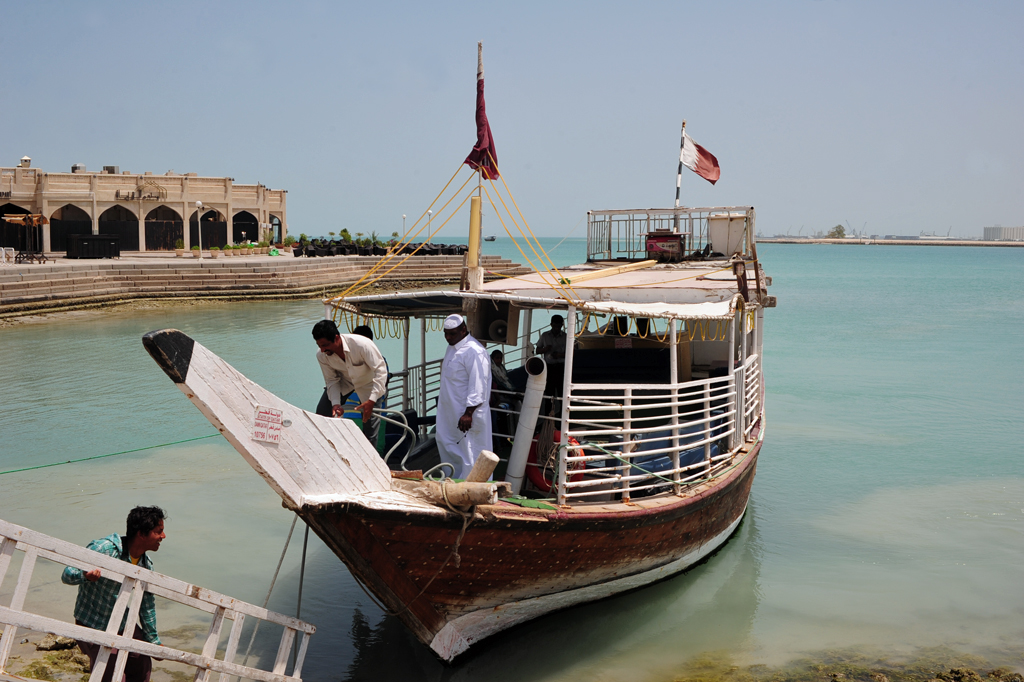

## Джалібот і джахазі
На шуї дуже схоже інше дау, що широко використовується сьогодні в Перській затоці — джалібот. Цей тип дау має подібні до шуї розміри, вітрильне озброєння та призначення, але відрізняється від шуї формою носа, на якому прямий форштевень не нахилений вперед, а розміщується майже вертикально, що робить джалібот дуже схожим на деякі європейські моделі човнів. На шуї також схоже дау з узбережжя Суахілі — джахазі, яке має схожі розміри і аналогічний похилий ніс, але корма африканських джахазі зазвичай немає характерних для шуї «крил».